# Gustav Kleff

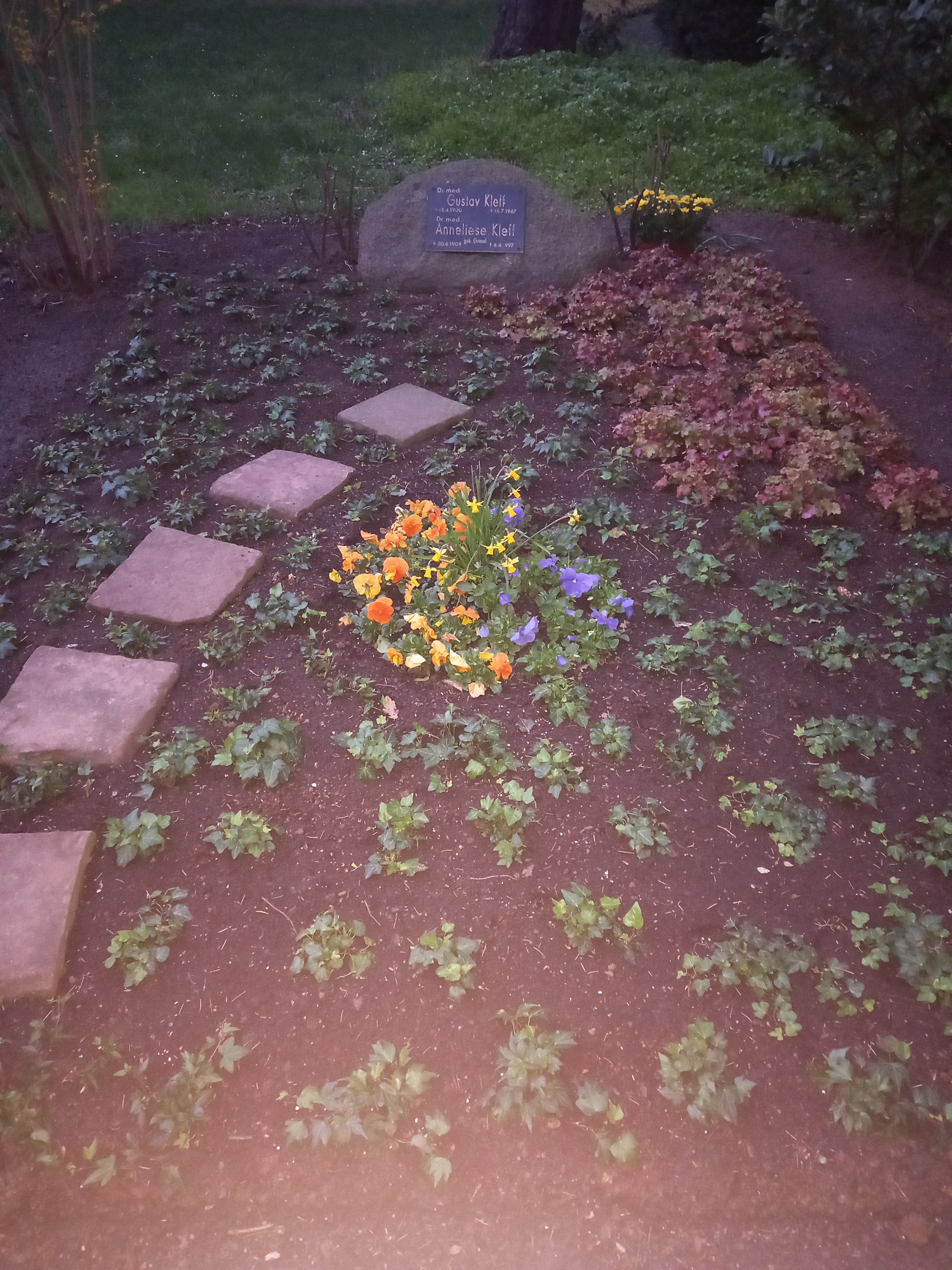
Das Grab von Gustav Kleff und seiner Ehefrau Anneliese geborene Giesel auf dem Westfriedhof (Magdeburg)

Gustav Christian Ludwig Kleff (* 13. April 1900 in Dortmund; † 15. Juli 1967 in Magdeburg) war ein deutscher Gynäkologe und Geburtshelfer.

## Leben und Wirken
Kleff wurde als Sohn eines Buchhalters der Hoesch AG in Dortmund geboren. Nach dem Abitur studierte er an den Universitäten Marburg und Jena Medizin. In Jena wurde Kleff 1927 auch promoviert. Nach dem Studium erlangte er eine frauenärztliche Ausbildung in Dortmund, Hagen und an der Landesfrauenklinik in Paderborn. 1928 kam Gustav Kleff an die Landesfrauenklinik Magdeburg, wo er ab 1929 als Oberarzt unter Alkmar von Alvensleben tätig war. Am 1. April 1947 errichtete er an den Pfeifferschen Stiftungen in Magdeburg eine gynäkologisch-geburtshilfliche Abteilung, welche bis 1987 bestand. Zumindest um 1950 lebte er in der Lichtenbergstraße 7, heute der südliche Teil der Sternstraße zwischen Feuerbachstraße und Seumestraße, in der Magdeburger Altstadt.
Gustav Kleff verstarb 1967 in Magdeburg im Alter von 67 Jahren und wurde auf dem Westfriedhof beigesetzt.

## Schriften
- Ulcussitz und Säurewerte. Dissertation, Friedrich-Schiller-Universität Jena 1927
- Vollständige zirkuläre Abstoßung der Portio vaginalis sub partu. Zentralbl. Gynäkologie, 1928
- Fibromyom des Ligamentum rotundum mit allgemeinen Erörterungen über die primären Tumoren dieses Ligaments. Zentralbl. Gynäkologie, 1929
- Zervixmyom als dispositionelles Moment für die Uterusruptur. Medizinische Klinik, 1929